# František Chlebus
František Chlebus (4. října 1847 Šumbark – 25. dubna 1916 Kroměříž) byl rakouský politik z Moravy; poslanec Moravského zemského sněmu.

## Biografie
Narodil se v Šumbarku. Vychodil obecnou a měšťanskou školu v Těšíně. Sloužil v armádě u 1. ženijního pluku. V hodnosti četaře přešel k 4. zemskému četnickému velitelství, kde absolvoval poddůstojnickou školu a po třech letech byl povýšen na stanovištního velitele (závodčího). Po tři roky pak sloužil u četníků na stanici v Židlochovicích, potom po čtyři roky v Napajedlech, kde se oženil. Od roku 1879 působil jako rolník a majitel obchodu se smíšeným zbožím, nejprve v Košíkách, pak po dva roky v Topolné. Roku 1885 se usadil v Bílovicích, kde si pronajal panský obchod s palírnou čp. 40. Později se stal vlastníkem čtvrtlánu čp. 34 a podsedku čp. 33 v místní části Dědina. Od roku 1898 až do své smrti zastával funkci obecního starosty. Byl členem místní školní rady, prvním místopředsedou Katolického spolku českých rolníků na Moravě a předsedou Katolicko-politické jednoty v okrese Uherské Hradiště. Působil jako předseda Slovácké záložny v Uherském Hradišti a předseda místní raiffeisenky. Roku 1912 získal Zlatý záslužný kříž s korunou.
Počátkem 20. století se zapojil i do vysoké politiky. V zemských volbách v roce 1906 byl zvolen na Moravský zemský sněm, kde zastupoval kurii venkovských obcí, český obvod Napajedla, Vizovice. V roce 1906 se na sněm dostal jako kandidát Katolické strany národní na Moravě. Neúspěšně kandidoval v zemských volbách v roce 1913.
Zemřel v dubnu 1916 v nemocnici v Kroměříži.